# Staropacká hora
Staropacká hora (578 m n. m.) je výrazný, asi tři kilometry dlouhý hřbet v Krkonošském podhůří. Leží severně od zástavby obce Stará Paka, podle níž je pojmenován. Na jeho jižním úbočí se rozkládá kromě zástavby Staré Paky také Podlevín; nachází se zde též sjezdovka s vlekem typu poma, kterou spravuje oddíl lyžování TJ Sokol Stará Paka a kterou tento oddíl nazývá Zimní středisko Staropacká hora. Masív je tvořen melafyry, které se těžily v lomu Hvězda na východní straně hory. Hora (a především lom Hvězda) je známá také jako naleziště polodrahokamů. Ta jsou i v okolí zaniklého hradu Levín, který leží ve východní části masívu, pod stejnojmenným vrchem (569 m n. m.), který je jeho součástí. Na západě je Staropacká hora oddělena údolím Olešky od vrchu Jíva, na východě pak sedlem Veselka od masívu Kozince.

## Pomník
Nedaleko nejvyššího bodu severním směrem se nachází pomník dvěma sovětským pilotům L. L. Knyšovi (či Knyžovi) a S. A. Sadkovojovi, kteří zahynuli po nárazu letounu Suchoj do terénu při plnění letového úkolu dne 28. listopadu 1988.

## Poznámka k názvu
Někdy je název masívu uváděn také jako Staropacké hory. V místním úzu pak žije tvar Staropacká hora jako pomnožné jméno, což odpovídá podkrkonošskému nářečí.